# Cch’-čching
Cch’-čching (čínsky pchin-jinem Cìqīng, znaky 刺青, v mezinárodní distribuci jako Spider Lilies) je tchajwanský hraný film z roku 2007, který režírovala Zero Chou. Snímek měl světovou premiéru 14. února 2007 na Mezinárodním filmovém festivalu v Berlíně, kde získal cenu Teddy Award.

## Děj
Osmnáctiletá Jade, která žije se svou senilní babičkou ve skromném bytě, se živí přes webovou kameru. V práci využívá svůj dětský vzhled, uživatelům nabízí osobní konverzaci, což většinou zahrnuje cybersex. Jade chce být pro zákazníky atraktivnější, a proto si chce nechat udělat tetování. V místním tetovacím studiu Jade poznává majitelku Takeko a zaujme ji květinové tetování. Takeko jí tetování rozmlouvá, protože toto vyobrazení je prokleté. Tetování měl její otec, který zemřel při zemětřesení v Ťi-ťi. Ching, Její mladší bratr sice přežil, ale má trauma a amnézii, takže nikoho nepoznává, ani svou sestru. Protože Takeko byla během zemětřesení v bytě své první přítelkyně, věří, že smrt jejího otce je trestem za její homosexualitu. Z tohoto důvodu se chová k Jade zpočátku chladně. Krátce na to se na Jade zaměří mladý policista A-tung, který plánuje ji a její kolegyně zatknout za komerční sexuální činy, které jsou na Tchaj-wanu nelegální. V anonymním chatu se snaží získat její důvěru, aby ji usvědčil. Místo toho se do ni A-tung zamiluje a záměrně zdržuje vyšetřování. Pokusí se ji přesvědčit, aby přestala s touto prací, než ji zatknou. Jade však navazuje vztah s Takeko.

## Obsazení
| Rainie Yang      | Jade         |
| Isabella Leong   | Takeko       |
| Ivy Chen         | Zhenzhen     |
| Jay Shih         | A-tung       |
| Kris Shen        | Ching        |
| Kris Shie        | David        |
| Shih Yuen-chieh  | Adong        |
| Michio Hayashida | Sensei Yoshi |
| Pai Chih-ying    | mladá Jade   |
| Steven Lin       | mladý Ching  |

## Ocenění
- Golden Horse Film Festival – nominace v kategorii nejlepší originální filmová píseň
- Berlinale – Teddy Award ze nejlepší celovečerní film